# The Verve
The Verve — британський рок-гурт з міста Вігана.
Упродовж двадцяти років з часу свого заснування гурт встиг декілька разів розпастися і знову возз'єднатися. Останній період творчої активності був у 2007—2009 роках.
Більшу частину перших років своєї біографії команда прожила у відносній невідомості, пройшовши за цей час значний шлях — від наївної психоделії 60-х до винахідливої неопсиходелії кінця 90-х і вельми оригінального альтернативного поп-року. Творча кульмінація гурту збіглася з комерційним успіхом їхнього третього альбому «Urban Hymns».

## Історія

### Формування (1990—1992)
Батьківщиною групи Verve стало маленьке англійське містечко Віган, яке входить у агломерацію Великий Манчестер. Датою народження команди називають 1989 рік. Очолював це починання Річард Ешкрофт (Richard Ashcroft), харизматичний персонаж рок-сцени, що володів магнетичною привабливістю і шаманською чарівністю. Його називають духовним наступником таких ідолів рок-н-ролу, як Мік Джаггер (Mick Jagger) і Джим Моррісон (Jim Morrison). І хоча спадок цього музиканта поки що виглядає скромніше, це не робить його менш колоритною фігурою. Втративши батька в 11 років, Річард випробував сильний вплив свого вітчима, який був членом стародавнього містичного ордена Розенкрейцерів і регулярно проводив експерименти з розширення свідомості, демонструючи таланти цілителя.
Створити власну групу Ешкрофт вирішив, вже будучи студентом коледжу. У стартовому складі Verve його інтереси поділяли його товариші по школі — басист Саймон Джонс (Simon Jones) і барабанщик Пітер Селсбері (Peter Salisbury). Четвертим приєднався гітарист Нік МакКейб (Nick McCabe), теж студент коледжу. Профі високого класу, МакКейб зіграв колосальну роль у створенні унікального саунду Verve. Оуен Морріс (Owen Morris), продюсер групи Oasis, називав його згодом найталановитішим музикантом, з яким йому доводилося працювати. У своїх музичних пристрастях учасники Verve були на рідкість одностайні: на першому місці Beatles, потім Funkadelic і Can, а далі вже всіляка психоделія. Відрізнялися хіба що смаки МакКейба, який фанатично слухав Joy Division, Led Zeppelin і Pink Floyd.
Музиканти зуміли створити цілком своєрідний саунд, якому важко було знайти аналог на тогочасній рок-сцені. Найпривабливішими елементами їх звуку був сильний, поривчастий вокал Річарда Ешкрофта і резонуюча лід-гітара Ніка МакКейба. Ще задовго до першого релізу журналісти, що слухали виступи Verve, називали їх звучання «гігантським» і «безсмертним». У них все було незвичайно — починаючи від чарівної музики, з її океанічним розливом гітар, і закінчуючи малюнками на обкладинках дисків. Так само нестандартно проходили і живі виступи групи. Послухати їх збиралася досить дивна публіка, яка могла запросто перервати концерт в будь-якому місці, якщо щось відбувалося не так, як, на їхню думку, повинно було відбуватися. 1991 року гурт уклав угоду з фірмою звукозапису «Hut Recordings», яка побачила в записах групи «текучий екстракт рок-н-ролу». Дебютний сингл «All in the Mind» з'явився в березні 1992 року. Він поклав початок серії синглів, своєрідно оформлених дизайнером Брайаном Кенноном (Brian Cannon) і впевнено підкоряв незалежні чарти. У тому ж році були видані «She's a Superstar» та «Gravity Grave», які також дібрались до верхньої сходинки незалежного хіт-параду Великої Британії. Пісня «Gravity Grave» стала їхнім першим хітом, треком з яким асоціювалася рання творчість колективу. На його підтримку був влаштованний невеличкий тур, який складався з сьоми виступів у містах Північної Англії. У грудні 1992 з'явився однойменний міні-альбом «Verve» (іноді його називають Verve EP), основу якого склали пісні з синглів «She's a Superstar» та «Gravity Grave» (Заглавні пісні, присутні лише у редагованих версіях).

### Дебют (1993—1994)
У травні 1993 року команда вирушила у першу концертну подорож Америкою на розігріві у The Black Crowes, а на батьківщині в цей час вийшов черговий сингл «Blue» (друга сходинка у інді-чарту). Врешті решт, у червні виходить їх дебютний повноформатний альбом «A Storm in Heaven». Цей амбіційний запис був високо оцінений серед продвинутих музичних критиків, але через досить мляву розкрутку диска в радіоефірі — яка аж ніяк не сприяла зростанню продажів. Влітку 1993 він піднявся лише на 23 сходинку у альбомному чарті країни. Та й самі музиканти були дуже стурбовані власним бачення музики, занадто заглиблені у свої ідеї, щоб відразу включитися в досить стандартизовану машину шоу-бізнесу. Однак при всьому своєму ідеалізмі Ешкрофт аж ніяк не був сліпий до подій: «Я не вважаю, що ми коли-небудь зуміємо досягти того, що хочемо. Я думаю, це взагалі неможливо, але це та мета, до якої варто йти». Verve, тим часом, почали гастролювати по Великій Британії. Деякі концерти вони відіграли спільно з нікому тоді ще не відомомим гуртом OASIS з Манчестеру. Другий сингл з дебютника «Slide Away» — вийшов у вересні і згодом став четвертим «номером один» колективу у британському інді-чарті.
Влітку 1994 року Verve отримали нове запрошення до Сполучених Штатів — на малу сцену фестивалю Lollapalooza. Здавалося б, приводів для радості у музикантів хоч відбавляй. Але тур в рамках фестивалю вилився в низку скандалів і неприємностей. Барабанщик Пітер Селсбері був арештований в Канзасі за те, що розгромив свій номер в готелі, а Ешкрофт потрапив до лікарні в результаті сильного зневоднення організму. Річард пізніше згадував: «Розпочиналось все це як приваблива, авантюрна подорож, але врешті-решт Америка ледь нас не вбила» Ще один сюрприз приготував британцям американський джазовий лейбл «Verve Records», під загрозою суду зажадавши від них офіційного зміни назви, щоб не вводити в оману широкий загал. Тоді в назві команди і з'явився артикль «The». Першим релізом виданим під зміненим ім'ям став альбом «No Come Down» — компіляція, яка переважно складалась з бі-сайдів та альтернативних версій відомих пісень..

### Другий альбом та перший розпад (1995—1996)
У 1995 році The Verve розпочали студійні сесії запису свого другого альбому «A Northern Soul». Створювався диск не в найкращих умовах: учасники гурту були у фрустрації після невдалого і виснажливого туру по США, а також загальним розчаруванням після малопомітного, хоча і багатообіцяючого дебюту. Обстановка в команді давно вселяла побоювання, в певному сенсі цей запис був соломинкою, за яку хапалися потопаючі. Як зізнавалися самі учасники, екстазі та героїн не переводилися під час студійних сесій. Основна частина роботи пройшла в Уельсі, а останні штрихи були зроблені в знаменитій студії Abbey Road під опікою продюсера Оуена Морріса. Неординарна в творчому плані, а тому, напевно, і недооцінена, ця робота була зустрінута скептично — і пресою, і меломанами. Три сингли, що передували виходу альбому, «This Is Music», «On Your Own» і «History», відзначилися в британському Тор 40, але цим їх досягнення і вичерпалися. The Verve знову робили акцент на традиційному психоделічному саунді, наситивши його енергією молодості і бурхливий емоціями, спіральними пасажами гітари і шаманським вокалом. Річард Ешкрофт описував «A Northern Soul» як дослідження душі, «переживає досвід болю, захвату, втрат, романтики, любові і ще маси почуттів, які переплавилися в цих піснях».
The Verve встигли відмінно виступити на фестивалі T in the Park в Глазго, а потім, після низки негативних відгуків у пресі і все такої ж млявої комерційної віддачі, Ешкрофт вирішив розлучитися зі своєю командою.

### Прорив у мейнстрім та другий розпад (1997—1999)
Хоча самотні блукання фронтмена продовжилися всього кілька тижнів і він благополучно повернувся до товаришів, за цей час група встигла попрощатися з гітаристом Ніком МакКейбом. Він повертатися не поспішав, і його місце зайняв гітарист і клавішник Саймон Тонг (Simon Tong), шкільний товариш музикантів. МакКейб передумав, тільки коли The Verve почали репетирувати новий матеріал для майбутнього лонг-плею. Свій кульмінаційний альбом «Urban Hymns» (1997 рік) музиканти записували вп'ятьох. Стандарт рок-саунду для другої половини 90-х створювався під опікою продюсера Кріса Поттера (Chris Potter), але і сама група долучилася до аранжуванням і віддала запису всі сили. Основну частину матеріалу (10 p 13) склали композиції, написані фронтменом для свого гіпотетичного сольного проєкту, яким він так і не зважився зайнятися. Тим не менш LP «Urban Hymns» звучав злагоджено і цільно, як робота єдиного колективу, якому вдалося створити грандіозні акустичні пейзажі і, спираючись на старі рок-традиції, звучати цілком актуально.
Перший удар по меломанам завдав промо-сингл «Bitter Sweet Symphony», оснащений гарною струнної секцією і побудований на семпли з симфонічної версії «The Last Time» Rolling Stones. Композиція стала гарячим хітом літа 1997 року. Вона стартувала в британському хіт-параді з другого рядка і три місяці не покидала поп-чарту. Інтерес до команди невимовно виріс після блискучого виступу The Verve (вже як хедлайнерів) на фестивалі в Рідинзі, так що новий сингл з цього ж альбому, «The Drugs Don't Work», став першим хітом номер один The Verve у Великій Британії. Третього альбому чекали з неприхованим нетерпінням. Чи варто дивуватися, що виданий восени 1997 лонг-плей «Urban Hymns» став одним з найбільш швидко розкуповуються альбомів в історії британської музики.
Тільки тепер групою The Verve по-справжньому зацікавилися в Сполучених Штатах. Прекрасна композиція «Bitter Sweet Symphony» в 1998 році відзначилася в численних американських чартах, фінішувавши на 12 рядку рейтингу Billboard Hot 100. Завдяки хорошому розкручуванні на радіо, альбом «Urban Hymns» піднявся на 23 рядок чарту США, а в Канаді увійшов до Тор 20. Після видання «Urban Hymns» The Verve автоматично увійшли до числа найпопулярніших британських рок-груп у світі. Але це не позбавило команду проблем. За іронією долі, черговий судовий розгляд було пов'язано з найгучнішою хітом у кар'єрі команди. Компанія ABKCO Music, контролююча бек-каталог Rolling Stones, добилася через суд, щоб усі права на публікацію пісні «Bitter Sweet Symphony» належали їй. Музикантам ця пісня не принесла ні копійки.
Попри успіх і виразне відчуття величезних перспектив, які відкрилися перед командою, настрій музикантів був не надто піднятий. Вони успішно прокотилися з концертами по США (квитки розкуповувалися заздалегідь із завидною швидкістю) і завершили велике турне по Великій Британії.
Однак у розпал нового американського гастрольного туру в 1998 році з групи пішов МакКейб. Це був останній удар, від якого команда фактично вже не оговталася. Після декількох місяців незрозумілих чуток і невизначеності на початку 1999 року The Verve офіційно оголосили про свій розпуск. "Рішення розпустити групу особисто мені дісталося нелегко, — прокоментував ситуацію Річард Ешкрофт. — Я віддавав команді усі свої сили і нічого не збирався змінювати, але обставини склалися так, що це стало неможливо. І все-таки я радий, що рішення нарешті ухвалено, що я можу рухатися далі, з новою енергією писати нові пісні і готувати новий альбом ".

### Сольні проєкти (2000—2006)
У 2000 році Ешкрофт презентував свій сольний дебют «Alone with Everybody» і вирушив у турне Сполученими Штатами. 2001 року він видав другий диск «Human Conditions». У створенні сольних альбомів фронтмену допомагав барабанщик Пітер Селсбері, а інші учасники зайнялися власними проєктами, не виключаючи можливості, що коли-небудь вони ще зустрінуться і запишуть що-небудь разом. Тут є, звичайно, свої складнощі. «Я ніколи не зможу грати в групі, якщо в ній не буде Ніка МакКейб, — зізнається лідер The Verve. — Я дуже люблю його. І думаю, він дивиться на речі так само. Нам просто потрібен час, щоб усвідомити це». Мабуть, час поки ще не настав …

## Дискографія
- 1993 :: A Storm in Heaven
- 1995 :: A Northern Soul
- 1997 :: Urban Hymns
- 2008 :: Forth